# Igneocnemis rubripes
Igneocnemis rubripes – gatunek ważki z rodziny pióronogowatych (Platycnemididae). Endemit Filipin, stwierdzony tylko na wyspach Dinagat i Mindanao. Jedyne stwierdzenie z Dinagat pochodzi z 1931 roku, kiedy to odłowiono na niej okazy typowe.